# 박영만 (아나운서)
박영만(朴英萬, 1956년 7월 3일 ~  )은 대한민국 SBS의 사우회 이사이자 SBS의 前 아나운서이다.

## 학력
- 성균관대학교 화학과

## 경력
- 1982년: CBS 공채 아나운서
- 1990년: TBS 공채 아나운서
- 1991년: SBS 공채 아나운서
- 1994년: SBS 편성국 아나운서부 차장대우
- 1998년 ~ 2000년: SBS 미디어사업본부 아나운서팀 차장
- 2004년: SBS 편성본부 아나운서팀 차장
- 2004년: SBS 편성본부 아나운서팀 부장
- 2005년: SBS 편성본부 아나운서팀 팀장
- 2010년 ~ 2014년 : SBS 편성본부 아나운서팀 부국장
- 2016년 : 가톨릭관동대학교 스포츠건강관리학과 교수
- 2018년 3월 ~ : SBS 사우회 이사

## 종료
- SBS 마감뉴스
- SBS 프로농구 중계
- 열린 TV 시청자 세상

- SBS 러브FM - SBS 이동스튜디오
- SBS 러브FM - SBS 정오종합뉴스

## 영화 출연
- 2005년 내 생애 가장 아름다운 일주일 - 농구 해설 역 (목소리)
- 2011년 최종병기 활 - 악공들 역